# Amesbury (Massachusetts)
Amesbury és una ciutat del Comtat d'Essex (Massachusetts) dels Estats Units d'Amèrica.

## Demografia
Segons el cens del 2007 tenia 16.429 habitants. Segons el cens del 2000, Amesbury tenia 16.450 habitants, 6.380 habitatges, i 4.229 famílies. La densitat de població era de 512,2 habitants per km².
Dels 6.380 habitatges en un 34,5% hi vivien nens de menys de 18 anys, en un 51,2% hi vivien parelles casades, en un 0% dones solteres, i en un 33,7% no eren unitats familiars. En el 26,8% dels habitatges hi vivien persones soles el 8,9% de les quals corresponia a persones de 65 anys o més que vivien soles. El nombre mitjà de persones vivint en cada habitatge era de 2,52 i el nombre mitjà de persones que vivien en cada família era de 3,09.
Per edats la població es repartia de la següent manera: un 26,1% tenia menys de 18 anys, un 6,1% entre 18 i 24, un 33,8% entre 25 i 44, un 22% de 45 a 60 i un 12% 65 anys o més.
L'edat mediana era de 37 anys. Per cada 100 dones de 18 o més anys hi havia 89,7 homes.
La renda mediana per habitatge era de 51.906 $ i la renda mediana per família de 62.875$. Els homes tenien una renda mediana de 43.489 $ mentre que les dones 31.968$. La renda per capita de la població era de 24.103$. Entorn del 3,9% de les famílies i el 5,9% de la població estaven per davall del llindar de pobresa.